# Matheus Galdezani
Matheus Galdezani (Cordeirópolis, 13 de março de 1992), é um futebolista brasileiro que atua como volante. Atualmente, está sem clube. Seu último clube foi Inter de Limeira.

## Carreira

### CRB
Galdezani teve uma passagem de sucesso pelo CRB em 2016. Atuando ao lado de Olívio no meio-campo, foi um dos destaques da boa temporada do clube que conquistou o título estadual com duas vitórias sobre o maior rival o CSA na decisão por 2 a 0 e 1 a 0, respectivamente, e na ótima campanha regatiana no Campeonato Brasileiro - Série B 2016, no qual o Galo lutou pelo acesso à elite do futebol brasileiro, mas terminou a competição na 7ª posição. 

### Coritiba
No final de 2016, após uma temporada de destaque pelo CRB, tanto no Campeonato Alagoano quanto na Série B, sendo inclusive um dos artilheiros da equipe no ano, com 7 gols marcados, já estava de malas prontas para ir jogar no Japão quando é contratado pelo Coritiba.

### Atlético Mineiro
Em 11 de abril de 2018, foi anunciado o acerto de Galdezani com o Atlético Mineiro por empréstimo até dezembro de 2018 junto ao Coritiba, com opção de compra do time mineiro ao fim do contrato, após atuações ruins, o clube optou pela liberação do atleta.

### Internacional
Em 11 de janeiro de 2019, Galdezani se juntou ao Internacional por empréstimo de uma temporada. Contudo, se lesionou durante a pré-temporada e nunca chegou a jogar uma partida oficial pelo clube, sendo devolvido ao Coritiba ao fim do ano.

### Bahia
Em março de 2021, após rebaixamento do Coritiba para Série B do Campeonato Brasileiro, por ter um alto salário, o clube decidiu empresta-lo ao Bahia.

## Títulos
CRB
- Campeonato Alagoano: 2016

Coritiba
- Campeonato Paranaense: 2017
- Taça Dionísio Filho de 2018

Bahia
- Copa do Nordeste: 2021